# Contre-la-montre C2 masculin aux Jeux paralympiques d'été de 2024
 (juillet 2025).
Navigation
Tokyo 2020
Le contre-la-montre C2 masculin aux Jeux paralympiques d'été de 2024 est une course de cyclisme handisport se déroulant le 4 septembre 2024 à Clichy-sous-Bois.

## Médaillées
| Or                     | Argent              | Bronze             |
| Alexandre Léauté (FRA) | Ewoud Vromant (BEL) | Darren Hicks (AUS) |

## Résultats détaillés
| Rang | Cycliste               | Pays            | Temps          |
| ---- | ---------------------- | --------------- | -------------- |
| 1    | Alexandre Léauté       | France          | 19 min 24 s 45 |
| 2    | Ewoud Vromant          | Belgique        | 19 min 26 s 61 |
| 3    | Darren Hicks           | Australie       | 19 min 40 s 08 |
| 4    | Nikolaos Papangelis    | Grèce           | 20 min 12 s 32 |
| 5    | Matthew Robertson      | Grande-Bretagne | 20 min 52 s 15 |
| 6    | Israel Hilaro Rimas    | Pérou           | 21 min 28 s 46 |
| 7    | Golibbek Mirzoyarov    | Ouzbékistan     | 21 min 46 s 11 |
| 8    | Shota Kawamoto         | Japon           | 21 min 50 s 29 |
| 9    | Telmo Pinao            | Portugal        | 23 min 4 s 56  |
| 10   | Esteban Goddard Medica | Panama          | 24 min 1 s 55  |
| 11   | Arshad Shaik           | Inde            | 25 min 20 s 11 |